# Turrillas (Navarra)
Turrillas es una entidad de población española del municipio de Izagaondoa, perteneciente a la Comunidad Foral de Navarra.

## Historia
Hacia mediados del siglo XIX, el lugar, ya por entonces perteneciente a Izagaondoa, tenía contabilizada una población de 127 habitantes. Aparece descrito en el decimoquinto volumen del Diccionario geográfico-estadístico-histórico de España y sus posesiones de Ultramar de Pascual Madoz con las siguientes palabras:

TURRILLAS: l. del ayunt. y valle de Izagaondoa. en la prov. y c. g. de Navarra, part. jud. de Aoiz (2 leg.), aud. terr. y dióc. de Pamplona (5). Sit. entre dos colinas; clima frio; reína el viento N. y se padecen algunas fiebres. Tiene 22 casas que forman una estrecha calle sin empedrar; escuela de primera educacion para ambos sexos. frecuentada por unos 30 alumnos, y dotada con 1,400 rs.; ig. parr. de entrada (la Asuncion de Ntra. Sra.), servida por un vicario de provision de los vec. y S. M. en los meses respectivos; cementerio junto á la igl. y para el surtido del vecindario, una fuente próxima y al E. de la pobl., de aguas esquisitas. El térm. se estiende una leg. de N. á S. y 1/2 de E. á O., y confina N. Larrangoz; E. Grez; S. Urbicain, y O. Ardanaz; comprendiendo dentro de su rádio montes poblados de robles, bojes, pastos para los ganados y abundantes canteras de piedra. El terreno es secano, pero productivo. caminos: los que conducen á Lumbier, Aoiz y Pamplona, en mal estado: el correo se recibe de Urroz, por baligero los martes y viernes. prod.: trigo, maiz, cebada, avena, alholva, garbanzos, habas, patatas y vino; cria de ganado vacuno, lanar y cabrio; caza de zorros, corzos, lobos, liebres, conejos, perdices y codornnices. pobl.: 22 vec., 127 alm. riqueza con el valle. (V.).
(Madoz, 1849, p. 187)

En 2022, tenía empadronados cinco habitantes.